# لسلی کالوو
لسلی کالوو (به اسپانیایی: Leslie Calvo) فیلم‌نامه‌نویس، کارگردان و تهیه‌کننده فیلم اهل اسپانیا است.
او در سان خوزه (کاستاریکا) زاده شد و در سال ۱۹۹۱ به اسپانیا نقل مکان کرد.
وی تهیه‌کننده فیلم‌های واپسین کارلوس سائورا است.